# 到鏡
到镜（?—?），字圆照，彭城郡武原县（今江苏省邳州市西北）人，南朝梁政治人物。到溉之子，到荩的父亲。
他母亲怀孕到镜的时候，梦见怀者一只镜子，到镜出生后，于是起名为镜。到镜五岁时便能口授为诗，婉有文采。官至安西湘东王（萧绎）法曹行参军、太子舍人，作《七悟》，文章非常优美，在到溉之前去世。